# Universal Music Group

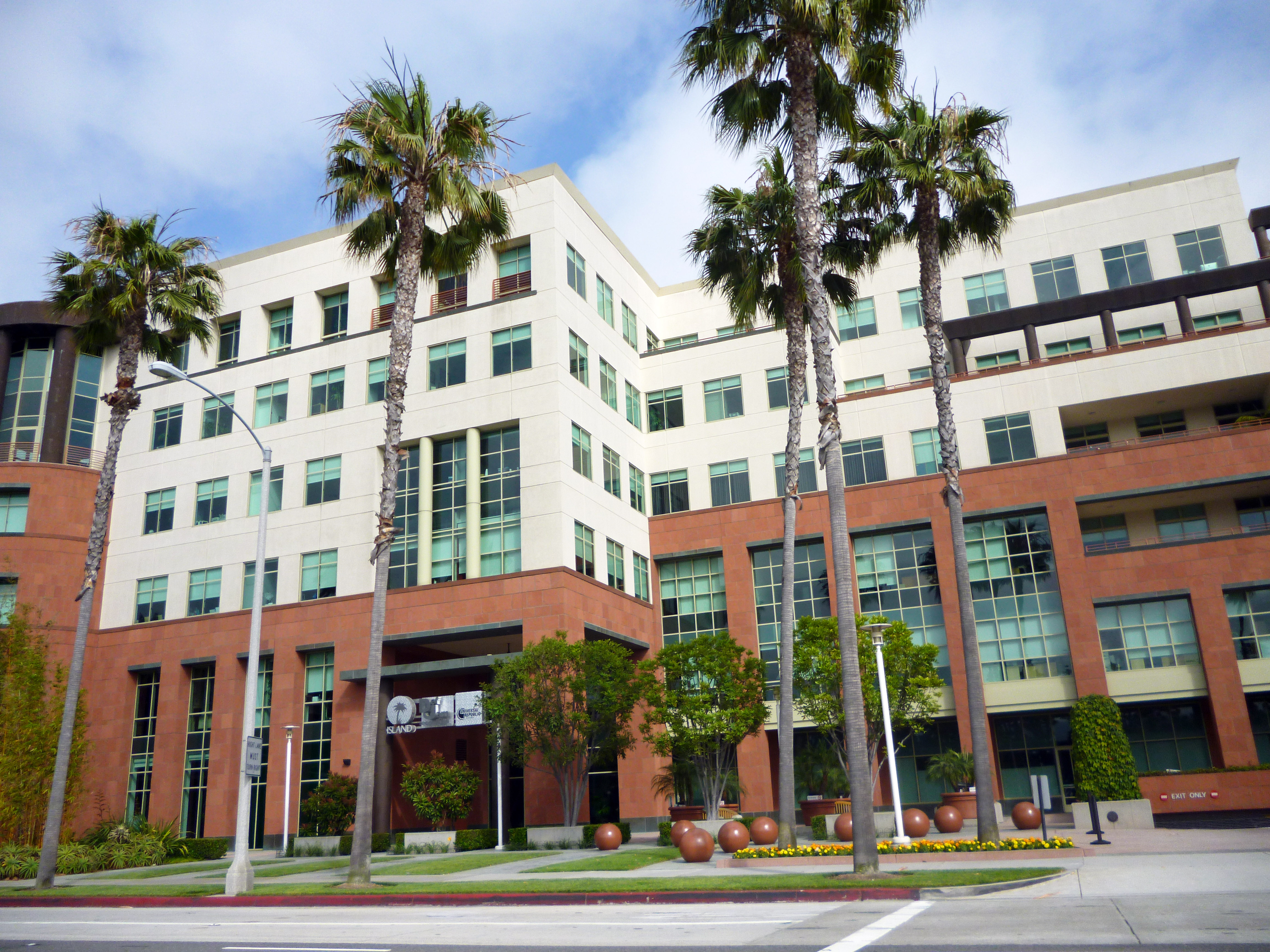
Sede operativa dell'Universal Music Group a Santa Monica, in California

Universal Music Group N.V. (o UMG) è un'etichetta discografica olandese-statunitense. Precedentemente nota con il nome di MCA Music Entertainment Group, è considerata tra le tre major dell'industria musicale, insieme a Warner Music Group e Sony Music.
I maggiori azionisti della società sono Bolloré, Vivendi, Tencent Holdings e Pershing Square Holdings; dal 21 settembre 2021 è quotata presso la Borsa di Amsterdam. UMG è registrata legalmente nei Paesi Bassi e ha sede legale a Hilversum mentre la sede operativa è a Santa Monica, in California.

## Storia
Le origini della UMG vanno ricercate nella creazione della filiale statunitense dell'etichetta britannica Decca Records nel settembre 1934. Le due società furono scisse nel 1937 su iniziativa del fondatore di Decca Edward Lewis, preoccupato per le eventuali conseguenze di una possibile guerra con la Germania nazista; successivamente Lewis vendette le azioni della Decca statunitense dopo lo scoppio della seconda guerra mondiale ma quest'ultima mantenne i diritti per l'utilizzo del marchio in America e in parte dell'Asia. In questo periodo le operazioni al di fuori del mercato dell'America settentrionale furono svolte attraverso le etichette Brunswick Records e Coral Records.
Nel 1952 la Decca statunitense acquistò la maggioranza delle azioni di Universal Pictures mentre nel 1962 fu acquistata da MCA, che prese il controllo di Universal Pictures e fondò nel 1968 l'etichetta MCA Records.

## Etichette discografiche controllate
La Universal possiede, o controlla, un grandissimo numero di etichette discografiche:
Deutsche Grammophon
- Show Dog Records

Interscope-Geffen-A&M
- A&M Records
- Geffen Records
- Interscope Records
  - Aftermath Entertainment
  - Cherrytree Records
  - Kostaz Records
  - Doghouse Records
  - G-Unit Records
  - Kickball Records
  - Maloof Music
  - Mosley Music Group
  - MySpace Records
  - Shady Records
  - Star Trak Records
  - Tiny Evil Records
  - Vagrant Records
  - Weapons of Mass Entertainment

Capitol Music Group
- 10 Records
- 2101 Records
- Angel Records
- Astralwerks
- Apple Records
  - Zapple Records

- Block Entertainment
- Blue Note Records
- Capitol Records
- Caroline Distribution
- Capitol Christian Music Group
- Circa Records
- Get Money Gang Entertainment
- G-Unit Records
- Harvest Records
- Konspiracy Theory Music
- Manhattan Records
- mau5trap
- Metamorphosis Music
- Motown Records
- Pinegrove Records
- Priority Records
- Siren Records
- The RMG Music Group a unit of Twenty-Two Recordings
- The Trak Kartel Records
- Twenty Two Recordings
- VC Recordings
- Virgin Records

The Island Def Jam Music Group
- Def Jam Recordings
  - Dame Dash Music Group
  - Def Soul Records
  - Disturbing tha Peace Records
  - The Inc. Records
  - Roc-A-Fella Records
  - Russell Simmons Music Group
- Island Records
  - Lost Highway Records
  - Roadrunner Records

Universal Motown Records Group
- Universal Motown Records
  - Universal Records
  - Blackground Records
  - Cash Money Records
  - Motown Records
  - Street Records Corporation
- Universal Republic Records
  - Casablanca Records
  - Next Plateau Records
  - Republic Records
  - Rowdy Records
  - Tuff Gong Records
  - Universal South Records
  - Uptown Records
  - Newtopia
  - Newtopia S.r.l

Verve Music Group
- Blue Thumb Records
- Brunswick Records
- Commodore Records
- Coral Records
- Decca Records
- GRP Records
- EmArcy Records
- Impulse! Records
- Verve Records
  - Verve Forecast
- Barclay Records
- Bite Records
- Cinepoly
- Go East Entertainment
- Hip-O Records
- Hollywood Records
- Impact Records
- Isadora Records
- Jazzland Records
- MCA Nashville Records
- Mercury Records
  - Mercury Nashville Records
  - Vertigo Records
- Motor Music
- Nhi Le Records
- Philips Records
- Polar Music
- Polydor Records
  - Fascination Records
  - Fiction Records
- Radioactive Records
- RMM Records
- Calderstone Productions
- Stockholm Records
- Urban Records
- Universal Classics Group
- Universal Music Group Nashville
- Universal Music TV
- Universal Music Limited
- UCJ Universal Classics & Jazz
- Eagle Rock Productions

## Accordo con YouTube per fruizione video in HD
L'importanza promozionale su YouTube assume rilievo strategico anche nella fruizione dell'archivio dei videoclip musicali. Infatti, nel giugno del 2019, è stato annunciato un nuovo accordo (subito operativo) con la piattaforma YouTube che determina la volontà tecnica di sostituire le copie delle opere di artisti di punta – ormai vecchie versioni digitali in SD a bassa risoluzione – restaurandole e rimasterizzandole in formato FHD (Full High-Definition).
L'operazione di restyling che dovrebbe coinvolgere all'incirca 1.000 videoclip musicali, già presenti nella piattaforma, non avverrà in modo invasivo, ovvero rimuovendoli dai loro canali aziendali. Con un espediente tecnico, non precisato nel comunicato ufficiale, senza ulteriori dettagli, i nuovi clip sostituiscono le vecchie copie sia su YouTube che su YouTube Music, mantenendo sia l'URL originario, sia il numero di visualizzazioni, che i like e i commenti. Nella descrizione, a sottolineare l'avvenuta sostituzione, si nota nella maggioranza dei casi la dicitura "REMASTERED IN HD!".
I primi tre titoli annunciati sono i video di Tom Petty con Free Fallin'  (1989), dei Beastie Boys con Sabotage (da Ill Communication, 1994), Lady Gaga con Bad Romance (2009), Nirvana/Happy Tree Friends con Smells Like Teen Spirit (da Nevermind, 1991)
A partire da giorno 19 giugno 2019, i video HD degli artisti della Universal Music Group sono disponibili in esclusiva su YouTube, con l'immissione dei primi 100 video musicali a una maggiore qualità audio e video, inclusi brani di Billy Idol (Catch My Fall, Dancing With Myself, Cradle Of Love, Don't Need A Gun, L.A. Woman, Hot In The City, Eyes Without A Face, Mony Mony, Flesh For Fantasy, Rebel Yell, To Be A Lover, White Wedding Pt 1), Boyz II Men (End Of The Road, I'll Make Love To You, Let It Snow, Doin' Just Fine, Water Runs Dry), George Strait (Living For The Night, Amarillo By Morning), Janet Jackson (Come Back To Me, Control, Rhythm Nation, When I Think Of You, What Have You Done For Me Lately, The Pleasure Principle, Escapade, Again, Any Time Any Place, That's The Way Love Goes, Whoops Now!), i Kiss (Forever, Lick I Up, I Love It Loud, Heaven's On Fire, Rock & Roll All Nite, I Was Made For Lovin' You), Lady Antebellum (I Run To You, American Honey, Our Kind Of Love, Need You Now), Lionel Richie (All Night Long (All Night), Dancing on the Ceiling; Nightshift e Lady (You Bring Me Up) quando era nei Commodores), Maroon 5 (She Will Be Loved, This Love, Goodnight Goodnight, Won't Go Home Without You, If I Never See Your Face Again con Rihanna, She Will Be Loved, Sunday Morning, Wake Up Call, Harder To Breathe , Won't Go Home Without You, Makes Me Wonder, Misery), Meat Loaf (I'd Do Anything For Love), No Doubt / Gwen Stefani (It's My Life, Hey Baby, Don't Speak, Just A Girl, Sunday Morning; Hollaback Girl, Luxurious, Cool, What You Waiting For?, Rich Girl, The Sweet Escape, 4 In The Morning), Smokey Robinson (One Heartbeat, Being With You, Just To See Her), The Killers (Mr. Brightside, Human, All These Things That I've Done, When You Were Young, A Dustland Fairytale, The World We Live In,  Spaceman, Smile Like You Mean It) e molti altri. Attualmente, appare scomparso il logo Vevo dai video restaurati con oltre 100 milioni di visualizzazioni, ma rimane presente nella miniatura di copertina dei video.